# Louis Armand Vitry
Louis Armand Vitry, né le 20 novembre 1838 à Bar-sur-Aube (Aube) et décédé le 1er novembre 1916 à Bar-sur-Aube, est un homme politique français.

## Biographie
Avoué, il est député de la Haute-Marne de 1887 à 1889, inscrit au groupe de la Gauche radicale. Battu en 1889, il devient vice-président du tribunal de Saint-Quentin.

## Sources
- « Louis Armand Vitry », dans Adolphe Robert et Gaston Cougny, Dictionnaire des parlementaires français, Edgar Bourloton, 1889-1891 [détail de l’édition]
- Ressources relatives à la vie publique :   - base Léonore
  - Base Sycomore